# Aardbeving Riukiu-eilanden februari 2010
De aardbeving bij de Riukiu-eilanden op 26 februari 2010 vond plaats om 20:31:27 UTC. Het epicentrum lag op ongeveer 80 kilometer ten zuidoosten van Naha en 665 kilometer ten noordoosten van Kagoshima. De kracht bedroeg 7,0 op de schaal van Richter. Het hypocentrum lag op een diepte van 22 kilometer. Ten gevolge van de aardbeving was er een 10 cm hoge tsunami. Deze richtte echter geen schade aan.
Januari: Salomonseilanden (3 januari) · Californië (10 januari) · Haïti (12 januari) -
Februari: Bougainville (1 februari) · Riukiu-eilanden (26 februari) · Chili (27 februari) -
Maart: Taiwan (4 maart) · Sumatra (5 maart) · Turkije (8 maart) · Chili (11 maart) · Japan (14 maart) · Obi-eilanden (14 maart) -
Mei: Sumatra (9 mei) · Vanuatu (27 mei) -
Juni: Papoea (16 juni) -
Oktober: Sumatra (25 oktober)